# عمى الألوان الأحمر والأخضر الخلقي
عمى الألوان الأحمر والأخضر الخلقي هو حالة وراثية تُعد السبب الرئيسي لمعظم حالات عمى الألوان. لا تظهر أعراضًا كبيرة بخلاف تأثيرها البسيط إلى المتوسط على تمييز الألوان. ينتج هذا الاضطراب عن خلل في وظيفة بروتينات الأوبسين الحمراء و/أو الخضراء، وهي الصبغات الحساسة للضوء في الخلايا المخروطية في شبكية العين المسؤولة عن تمييز الألوان. الذكور أكثر عرضة للإصابة بهذه الحالة من الإناث، لأن الجينات المسؤولة عن بروتينات الأوبسين مرتبطة بكروموسوم (X). عادةً ما يتم الكشف عن الحالة باستخدام اختبار إيشيهارا أو اختبارات رؤية ألوان مشابهة. تُعد هذه الحالة دائمة مدى الحياة، ولا يوجد لها علاج معروف حاليًا.
يُشار أحيانًا إلى هذا النوع من عمى الألوان تاريخيًا باسم «الدالتونية» نسبةً إلى جون دالتون، الذي كان مصابًا بعمى الألوان الأحمر والأخضر الخلقي وكان أول من درسه علميًا. في لغات أخرى، لا يزال مصطلح «الدالتونية» يُستخدم لوصف عمى الألوان الأحمر والأخضر، ولكن قد يشير أيضًا في العامية إلى عمى الألوان بشكل عام.

## الأعراض
العَرَض الوحيد المهم لعمى الألوان الأحمر والأخضر الخلقي هو ضعف تمييز الألوان (عمى الألوان أو خلل التمييز اللوني). يعاني المصاب بعمى الألوان الأحمر والأخضر من انخفاض (أو انعدام) القدرة على التمييز بين الألوان على المحور الأحمر-الأخضر. يشمل هذا عادةً الألوان التالية التي يتم الخلط بينها:
- السماوي والرمادي
- الوردي الفاتح والرمادي
- الأزرق والبنفسجي
- الأصفر والأخضر الفسفوري
- الأحمر، الأخضر، البرتقالي، البني
- الأسود والأحمر (لدى المصابين بعمى الألوان البروتاني)

## التصنيف
يُصنف عمى الألوان الأحمر والأخضر الخلقي إلى واحدة من أربع مجموعات:
- بروتانوبيا (Protanopia)
- بروتانومالي (Protanomaly)
- ديوتيرانوبيا (Deuteranopia)
- ديوتيرانومالي (Deuteranomaly)

تتكون كل مجموعة من بادئة ولاحقة. تشير البادئة إلى نوع المخروط (فوتوبسين) المتأثر، مع اشتقاق الكلمات من اليونانية:
- «بروت» (الأول) يشير إلى أوبسينات النوع (L)
- «ديوتير» (الثاني) يشير إلى أوبسينات النوع (M)

أما اللاحقة فتشير إلى طبيعة رؤية الألوان:
- ثنائية اللون (Dichromacy) تُعطى اللاحقة «-انوبيا» (من اليونانية بمعنى «عدم الرؤية»).
- ثلاثية اللون الشاذة (Anomalous trichromacy) تُعطى اللاحقة «-انومالي» (من اليونانية بمعنى «غير منتظم»).

## الأبعاد
تتميز الرؤية اللونية الطبيعية بأنها ثلاثية الأبعاد، مما يشير إلى نظام بصري يحتوي على ثلاث فئات مخروطية متميزة، وبالتالي يتمتع بنطاق لوني ثلاثي الأبعاد. بينما تتميز الرؤية ثنائية الألوان بفئتين مخروطيتين متميزتين فقط، مما ينتج نطاقًا لونيًا ثنائي الأبعاد. في حالة عمى الألوان الأحمر-الأخضر ثنائي اللون، يُفقد البعد الذي يمثل القناة المعارضة للأحمر-الأخضر. أما ثلاثية الألوان الشاذة فهي أيضًا ثلاثية الأبعاد، لكن التحسس الطيفي لواحدة على الأقل من الخلايا المخروطية يتغير، مما يؤدي إلى نطاق لوني مختلف في الحجم أو الشكل. في حالة عمى الألوان الأحمر-الأخضر الخلقي، يقل المدى الديناميكي لبعد الأحمر-الأخضر مقارنةً بالرؤية اللونية الطبيعية.
ترتبط أبعاد العيب اللوني بشدة الحالة، لكن يُعرَّف مستوى الشدة سريريًا عمليًا بشكل أسهل عادةً إلى: خفيف، متوسط، وشديد. يمكن أن تختلف شدة ثلاثية الألوان الشاذة من حالة لا يمكن تمييزها عن الرؤية اللونية الطبيعية (خفيفة) إلى حالة لا يمكن تمييزها عن ثنائية الألوان (شديدة). لذلك، يصعب التمييز بين ثلاثية الألوان الشاذة وثنائية الألوان سريريًا. مثال على التشخيص السريري: حالة ديوتان شديدة، والتي قد تتوافق مع إما ديوتيرانومالي أو ديوتيرانوبيا.

### بروتان مقابل ديوتان
يُصنف نوعا عمى الألوان الأحمر-الأخضر الخلقي بناءً على المخروط المتأثر كالتالي:
- بروتان (2% من الذكور): نقص أو وجود شذوذ في أوبسينات (L) المسؤولة عن الخلايا المخروطية الحساسة للموجات الطويلة.
- ديوتان (6% من الذكور): نقص أو وجود شذوذ في أوبسينات (M) المسؤولة عن الخلايا المخروطية الحساسة للموجات المتوسطة.

رغم التسمية الشائعة «عمى الأحمر» و«عمى الأخضر» لكل نوع على التوالي، إلا أن نوعي بروتان وديوتان يمتلكان أنماطًا ظاهرية (رؤية لونية) متشابهة جدًا، خاصة مقارنةً بعمى الألوان التريتان. لا يُطلق على الحالة اسم «عمى الألوان الأحمر-الأخضر» لأن الأحمر والأخضر هما ألوان الالتباس الرئيسية، ولا لأن المخاريط الحمراء أو الخضراء متأثرة، بل لأن القناة المعارضة للأحمر-الأخضر في عملية الإدراك اللوني هي المتضررة. في حالة ثنائية الألوان، تُعطّل هذه القناة تمامًا بغض النظر عن نوع المخروط المفقود (LWS أو MWS). أما في ثلاثية الألوان الشاذة، تتأثر القناة بشكل متساوٍ بغض النظر عن المخروط الذي تغيرت حساسيته ليقترب من الآخر.
الاختلاف الأبرز هو تأثير الرؤية المحمرة بالظلمة أو ما يعرف بتأثير الاسكوتيريثروس (scoterythrous effect)، حيث تظهر الألوان الحمراء باهتةً لدى المصابين بعمى البروتان. وهذا هو السبب في خلط البروتان غالبًا بين اللون الأحمر والأسود، بينما لا يفعل الديوتان ذلك. تكون دالة الكفاءة الضوئية للبروتان أضيق في نطاق الأطوال الموجية الطويلة، مما يجعل اللون الأحمر يبدو أغمق. يعود هذا إلى أن المخاريط الحمراء (التي تغطي عادةً الجانب الأحمر من الطيف) إما تنزاح نحو أطوال موجية أقصر أو تكون مفقودة تمامًا.
يصعب التمييز بين النوعين باستخدام اختبارات رؤية الألوان العادية، لكن يُعتبر جهاز «الأنومالوسكوب» الأكثر موثوقية لهذا الغرض. يقيس هذا الجهاز نسبة الضوء الأحمر والأخضر التي يجب مزجها لإدراك تطابقها مع لون أصفر مرجعي. يضيف المصابون بعمى البروتان كمية أكبر من الأحمر مقارنةً بالأشخاص ذوي الرؤية اللونية الطبيعية، بينما يضيف المصابون بعمى الديوتان كمية أكبر من الأخضر.

## الآلية

### الجينات
ترتبط آلية الإصابة بعمى الألوان الأحمر والأخضر الخلقي بوظيفة الخلايا المخروطية في العين، وتحديدًا بتعبير بروتينات «الفوتوبسينات» (Photopsins) وهي أصباغ ضوئية تلتقط الفوتونات وتحوّل الضوء إلى إشارات كيميائية. يمتلك الإنسان الطبيعي ثلاثة أنواع من الفوتوبسينات: إس-أوبسين، وإم-أوبسين، و إل-أوبسين. تُعبّر عن هذه الأنواع جينات منفصلة هي: (OPN1SW) و(OPN1MW) و(OPN1LW) على التوالي.
يقع جينا (OPN1MW) و(OPN1LW) ضمن تجمع جيني (بالإضافة إلى جين منطقة التحكم الموضعي) في الموقع (Xq28)، عند الطرف الذراعي (q) لكروموسوم إكس، بتكوين ترتيب تتابعي. بينما يقع جين (OPN1SW) على كروموسوم مختلف ولا علاقة له بهذه الحالة.

## التشخيص

### اختبار رؤية الألوان
يُستدَل عادةً على تشخيص عمى الألوان الأحمر-الأخضر الخلقي من خلال الاختبارات النفسية-الفيزيائية. تكتشف هذه الاختبارات النمط الظاهري لرؤية الألوان، وليس النمط الجيني للفرد، لذا لا يمكنها التمييز بين عمى الألوان المكتسب والخلقي. مع ذلك، ترتبط رؤية الألوان بالنمط الجيني ارتباطًا وثيقًا، خاصة عند استبعاد عمى الألوان المكتسب. يُعد اختبار إيشيهارا للألوان الأكثر استخدامًا للكشف عن نقص تمييز الأحمر-الأخضر، وهو الأكثر شهرة عمومًا.

### تخطيط كهربية الشبكية
عندما تكون الاختبارات النفسية-الفيزيائية غير مرغوب فيها، يمكن استخدام تخطيط كهربية الشبكية (ERG) بدلًا منها. يقيس تخطيط كهربية الشبكية الاستجابة الكهربائية من الشبكية كدالة للطول الموجي للضوء. بسبب شكل الحساسية الطيفية للخلايا المخروطية، يمكن تحديد الأطوال الموجية القصوى لحساسية المخاريط من خلال تخطيط كهربية الشبكية. ترتبط الأطوال الموجية القصوى ارتباطًا وثيقًا بالنمط الجيني.

### الاختبار الجيني
يمكن تقييم النمط الجيني مباشرةً عن طريق تسلسل جينات (OPN1MW) و(OPN1LW) نظرًا لأن العلاقة بين النمط الجيني والنمط الظاهري (رؤية الألوان) معروفة جيدًا، يمكن أن يكون الاختبار الجيني مكمّلًا مفيدًا لاختبارات رؤية الألوان النفسية-الفيزيائية التي قد توفر معلومات غير مكتملة.